# Сражение при Жибо
Сражение при Жибо (венг. Zsibói csata) также Сражение при Сибене (нем. Schlacht bei Siben) – одно из сражений эпохи Освободительной войны 1703—1711 годов под руководством Ференца Ракоци. 11 ноября 1705 года войска империи Габсбургов разбили при трансильванском городке Жибо повстанческую армию куруцев.

## Предыстория

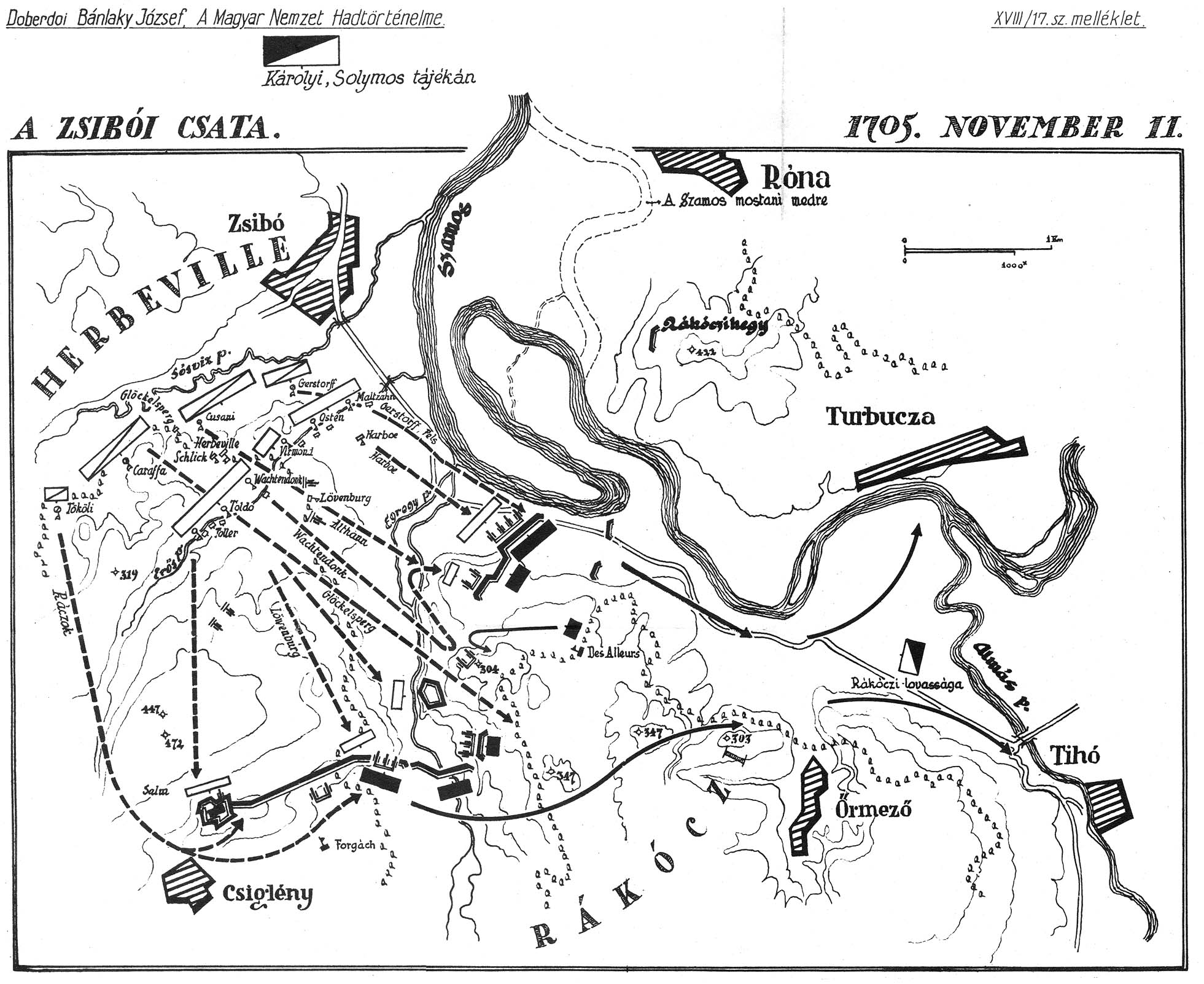
Карта-схема сражения.

Летом 1705 года Венский военный совет (гофкригсрат) приказал фельдмаршалу Людвигу фон Эрбевилю, новому главнокомандующему войсками Габсбургов в Венгрии, соединиться с войсками фельдмаршала Бюсси-Рабютена в Трансильвании и освободить Гроссвардиен (Орадю) объединенными силами, поэтому в августе имперские войска Эрбевиля переправляются через Дунай у Комарома.
11 августа в сражении при Пудмерице Эрбевииль разбил превосходящие силы куруцев, а затем двинулся в направлении Альфёльда: он захватил Сегед, в середине октября разграбил Дебрецен, 31 октября освободил без боя Гроссвардиен, который находился в осаде два года.
Венгерские командиры Шандор Каройи и Янош Боттян пытались сломить продвигающиеся имперские войска постоянными набегами и тактикой выжженной земли, но их усилия оказались тщетными, так как войска Эрбевиля могли пополнять свои запасы в крупных городах, и ужасные разрушения, причиняемые куруцами, не приносили последним стратегической выгоды.
В начале ноября армия Эрбевиля прибыла к границе Трансильвании, и куруцы были вынуждены отступить к Жибо и расположить свою армию в укреплениях возле городка. Таким образом Ференцу Ракоци пришлось вступить в бой в гораздо более неблагоприятных условиях, чем раньше.

## Состав армий
Силы Ракоци, состоявшие из венгерских, французских, немецких частей, насчитывали 15 000 человек и 34 орудия. Ракоци расположил французского генерал-лейтенанта маркиза Де Аллёрса с 3000 куруцев и французов на правом фланге, Шимона Форгача с 5000 немецких и венгерских солдат – на левом. В резерве было 1200 кавалеристов. Шандору Каройи и его 6000 человек Ракоци поручил атаковать войска Эрбевиля с тыла.
Имперская армия состояла из немецких, датских и сербских контингентов и насчитывала 16 500 человек. Утром 11 ноября Эрбевиль выстроил свои войска и, оценив боевой порядок куруцев, понял, что их левый фланг можно обойти с юга, поэтому стал передислоцировать свои силы на правый фланг. Венгры стали обстреливать имперцев из орудий, но без особого успеха.

## Ход сражения
В два часа дня Эрбевилль начал наступление всей своей армией. Четыре раза имперцы атакуют Де Аллёрса, но французский контингент и куруцы отбивают их. Тем временем правый фланг лабанцев атаковал немецких наёмников Шимона Форгача, но также был остановлен.
Тем временем прибывают датские и имперские драгуны, спешиваются и вместе с имперской пехотой, вступив в рукопашную схватку, выбивают войска Де Аллёрса с рвов и валов. После этого новые имперские подкрепления (в основном кавалерия) во главе с Глёкельспергом устремились из леса на правое крыло и тыл Форгача, заставив его также отступить. Всё сражение закончилось менее чем за час. Ворвавшись на линию валов, Эрбевиль занял ее пехотой и послал свою кавалерию преследовать рассеявшихся в лесу куруцев. Дальше всех в преследовании продвинулись сербы.
6000 всадников Шандора Каройи, которые должны были атаковать имперские войска с тыла, опоздали, а резерв Ракоци численностью 1200 человек, не имея назначенного командира, так и не вступил в бой.

## Результаты
Куруцы потеряли около 400 солдат и 25 пушек, имперская армия – около 450 человек. Эрбевиль достиг своей цели, поставленной несколькими месяцами ранее: он смог прорваться в Трансильванию и 18 ноября освободить от осады Каложвар. Ракоци снова был вытеснен из Трансильвании. Хотя в последующие годы в этой части страны еще шли бои, оставленные части войск Ракоци или посланные туда венгерские войска так и не смогли прочно закрепиться. 